# 大渡橋 (南砺市)
大渡橋（おおわたりばし）は、富山県南砺市大崩島 - 渡原の庄川（祖山ダム湖）に架かる国道156号の橋長104 m（メートル）の吊橋。日本で初めてメインケーブルにスパイラルロープが採用された。

## 概要
架設地点の地形や客船の通行への配慮、庄川峡への景観配慮を考慮して旧橋と同じく吊橋が採用された。本橋では日本で初めてメインケーブルにスパイラルロープを採用した。現場架設にあたりプレストレス工法を採用し補剛トラス桁への二次応力の発生を防止した。
- 形式 - 鋼単径間2ヒンジトラス補剛吊橋
- 橋格 - 1等橋 (TL-20)
- 橋長 - 104.000 m
  - 支間割 - 102.200 m（補剛トラス支間）
- 幅員
  - 総幅員 - 6.000 m
  - 有効幅員 - 5.500 m
  - 車道 - 5.500 m
- 総鋼重 - 274.60 t
- 主塔高 - 17.700 m（鋼塔）
- 橋台 - 重力式コンクリート橋台
- 床版 - 鋼床版[注釈 1]
- 施工 - 川田工業（上下部工）
- 架設工法 - 手延べ送出し工法

## 歴史
旧橋は二級国道156号岐阜高岡線の庄川（祖山ダム湖）を渡る木造補剛吊橋であったが、老朽化が著しく永久化への架替が急務であった。このため、1956年度（昭和31年度）に国庫負担橋梁整備事業として3か年計画により富山県に架替が事業化された。新橋は総工費7746万4千円を費やして1958年（昭和33年）12月3日に開通した。1991年（平成3年）に床版取替が行われ、鋼床版に変えられた。
床版取替は、1988年（昭和63年）に調査を起こったところRC床版の著しい損傷が確認され、全面打ち替えが必要となった。本橋は幅員が狭いことから工法によらず全面通行止めが不可避であったので、工期を短縮できる鋼床版が採用された。打ち替えにあたり維持管理の観点からアメリカのベンジャミン・フランクリン橋のみに採用されていた主構トラス桁と床版を剛結するシアコネクタ方式が採用された。